# VBL Series
《VBL Series》是由臺灣三立電視製作的BL偶像劇系列，該系列自2023年至2025年間推出，共分為兩季，涵蓋七個單元。第一季包括《免疫屏蔽》、《絕對佔領》、《保留席位》以及《恆久定律》，第二季則包含《全面管控》、《對立而已》與《靈魂約定》。

## 節目發展
《VBL Series》是自2023年至2025年間推出的原創劇集計畫。《VBL》原名為《Variety Between Love／愛的多樣性》，第一季共包含《免疫屏蔽》、《絕對佔領》、《保留席位》與《恆久定律》四部作品。系列作品透過網路平台與電視頻道同步播出，並在台灣、日本等地舉辦多場線上與實體活動，成功引發討論與觀眾關注。
《免疫屏蔽》於2023年3月開鏡，7月首播，8月播出最終回；《絕對佔領》於同年5月開拍，9月首播，11月完結，並於2024年6月推出電視版本；《保留席位》則於4月完成拍攝，11月起陸續播出；《恆久定律》於6月殺青，2024年2月開播，4月迎來最終回。
四部作品皆於2024年啟動番外篇募資計畫，並陸續舉辦特映、直播、書展及日本見面會等多元宣傳活動，展現出作品的跨國影響力與粉絲凝聚力。
在2024年底，《VBL Series》推出第二季，包含《全面管控》、《對立而已》與《靈魂約定》三部全新作品，延續系列熱潮。
《全面管控》於2024年12月首播，3月播出最終回；《對立而已》於2025年3月首播，6月播出最終回，《靈魂約定》於2025年6月首播，9月播出最終回。

## 季數
| 季數 | 集数 | 集数 | 首播日期       | 首播日期      |
| 季數 | 集数 | 集数 | 首映           | 季终          |
| ---- | ---- | ---- | -------------- | ------------- |
| 1    | 40   | 40   | 2023年7月7日   | 2024年3月29日 |
| 2    | 36   | 36   | 2024年12月20日 | 待定          |

## 故事

### 第一季
| 總順序 | 單元名   | 主要演員       | 編劇                   | 導演   |
| 1      | 免疫屏蔽 | 楊懿軒、洪暐哲 | 蔡妃喬、林蓓萱         | 吳凱惠 |
|        |          |                |                        |        |
|        |          |                |                        |        |
| 2      | 絕對佔領 | 毛祁生、蕭鴻   | 蔡妃喬、林昀姍         | 陳虹儒 |
|        |          |                |                        |        |
|        |          |                |                        |        |
| 3      | 保留席位 | 黃丞邦、陳玹宇 | 蔡妃喬、蕭譯瑋、陳亮詞 | 連玉喆 |
|        |          |                |                        |        |
|        |          |                |                        |        |
| 4      | 恆久定律 | 吳秉宸、黃禮豐 | 蔡妃喬、高茹蘋、辛穎   | 連玉喆 |
|        |          |                |                        |        |
|        |          |                |                        |        |

### 第二季
| 總順序 | 單元名   | 主要演員                                     | 編劇                 | 導演           |
| 5      | 全面管控 | 張哲偉、陳峻廷、洪言翔、羅章恩               | 蔡妃喬、高茹蘋、辛穎 | 連玉喆         |
|        |          |                                              |                      |                |
|        |          |                                              |                      |                |
| 6      | 對立而已 | 葛兆恩、Nelson紀成澔、夏和熙、幸卓輝、林輝瑝 | 蔡妃喬、林昀姍       | 吳凱惠、蔡妃喬 |
|        |          |                                              |                      |                |
|        |          |                                              |                      |                |
| 7      | 靈魂約定 | 王智騫、范麒智、李定、洪暐、邱勝揚           | 蔡妃喬               |                |
|        |          |                                              |                      |                |
|        |          |                                              |                      |                |

## 外部連結
- VBL Series的Facebook專頁
- VBL Series的Instagram帳戶
- YouTube上的VBL Series頻道